# Scorțeni, Bacău
Scorțeni là một xã thuộc hạt Bacău, România. Dân số thời điểm năm 2002 là 3199 người.